# Büromanagement
Büromanagement ist ein Teil von Management und Bürokommunikation. Es umfasst Assistenz- und Sachbearbeitertätigkeiten sowie Koordinationsfunktionen von Büro-Fachangestellten (siehe Fachkaufmann für Büromanagement, Kaufmann für Bürokommunikation) in größeren Sekretariaten, Büros und Verwaltungsdiensten.

## Berufsverbände
- Für Office-Administration ist der Bundesverband Sekretariat und Büromanagement
- Für Bürodienstler und Büroorganisation ist der Boond (Büroorganisation Büroordnung Netzwerk Deutschland)